# کریستین لمن
کریستین لمن (انگلیسی: Kristin Lehman؛ زادهٔ ۳ مهٔ ۱۹۷۲) هنرپیشه اهل کانادا است. او از سال ۱۹۹۵ میلادی تاکنون مشغول فعالیت بوده و از فیلمهایش و مجموعه‌هایش در مقام بازیگر می‌توان با من بخواب، پارک سگ، انگیزه را نام برد.